# Ermita de Santa Lucía (Molina de Aragón)
La ermita de Santa Lucía es una ermita situada en las cercanías de la localidad guadalajareña de Molina de Aragón (España). La ermita del siglo XVIII o XIX está dedicada a Santa Lucía y se encuentra en el cerro llamado de Santa Lucía o del Ecce Homo. Junto a la ermita se levantó el 26 de diciembre de 1954 un monumento dedicado a la Inmaculada Concepción de María con motivo del primer centenario de la proclamación del dogma.
Los molinenses celebran allí lo que es conocido como la "pequeña Navidad". Acuden a las 19 h de la víspera de la fiesta de la Inmaculada a esta ermita, hacen una hoguera, rezan el rosario, cantan villancicos y comen mazapán y turrón, y después de cenar celebran la misa a medianoche en la Iglesia de San Gil. Esta celebración data del siglo XVI, cuando el 18 de febrero de 1518, el papa León X, mediante bula papal concedió a la villa el privilegio de poder celebrar una misa a medianoche de la víspera de la festividad de la Inmaculada, a petición del cabildo y de los molinenses.